# Mary Glen-Haig
Mary Alison Glen-Haig (* 12. Juli 1918 in London als Mary Alison James; † 15. November 2014) war eine britische Florettfechterin.

## Erfolge
Bei den Olympischen Spielen 1948 belegte Glen-Haig im Floretteinzel den achten Platz. Im Jahr 1950 gewann Glen-Haig bei den Weltmeisterschaften in Monte Carlo Bronze mit der Florettmannschaft, im Einzel wurde sie Vierte. An den Olympischen Spielen 1952, 1956 und 1960 nahm sie ebenfalls teil, belegte jedoch keinen Rang.

## Sportfunktionärin
Von 1946 bis 1973 war Mary Glen-Haig Präsidentin der British Ladies Amateur Fencing Union. 1982 wurde sie in das Internationale Olympische Komitee gewählt, sie war erst die dritte Frau in dem Gremium.